# Elecciones federales de 2024 en Chihuahua
Las elecciones federales en Chihuahua de 2024 se llevaron a cabo el domingo 2 de junio de 2024, y en ellas se renovaron los siguientes cargos de elección popular:
- Presidente de la República. Jefe de Estado y de Gobierno de México, electo para un periodo de seis años sin posibilidad de reelección. La candidata ganadora en el estado y elegida a nivel nacional fue Claudia Sheinbaum Pardo.
- 3 senadores. Miembros de la cámara alta del Congreso de la Unión. Dos elegidos por mayoría relativa y uno otorgado por el principio de primera minoría. Todos ellos por un periodo de seis años a partir del 1 de septiembre de 2024 con posibilidad de reelección por un periodo adicional.
- 9 diputados federales. Miembros de la cámara baja del Congreso de la Unión elegidos por mayoría simple para un periodo de tres años a partir del 1 de septiembre de 2024 con la posibilidad de reelección por hasta tres periodos adicionales.

## Resultados electorales

### Presidente de México
|  | 34.03 % |

|  | 53.86 % |

|  | 9.55 % |

|  | 0.14 % |

|  | 97.51 % |

|  | 2.42 % |

|  | 53.12 % |

|  | 46.88 % |

#### Resultados por municipio
| Municipio                | Gálvez  | % Gálvez | Sheinbaum | % Sheinbaum | Álvarez | % Álvarez | NR  | % NR  | Nulos  | % Nulos | Total   |
| ------------------------ | ------- | -------- | --------- | ----------- | ------- | --------- | --- | ----- | ------ | ------- | ------- |
| Ahumada                  | 1,880   | 28.22%   | 3,850     | 57.78%      | 703     | 10.55%    | 6   | 0.09% | 224    | 3.36%   | 6,663   |
| Aldama                   | 4,145   | 33.08%   | 6,784     | 54.15%      | 1,187   | 9.47%     | 29  | 0.23% | 384    | 3.06%   | 12,529  |
| Allende                  | 1,895   | 38.56%   | 2,529     | 51.47%      | 373     | 7.59%     | 2   | 0.04% | 115    | 2.34%   | 4,914   |
| Aquiles Serdán           | 2,583   | 34.98%   | 3,942     | 53.39%      | 618     | 8.37%     | 12  | 0.16% | 229    | 3.10%   | 7,384   |
| Ascensión                | 2,907   | 28.44%   | 5,429     | 53.11%      | 1,446   | 14.14%    | 10  | 0.10% | 431    | 4.22%   | 10,223  |
| Bachíniva                | 1,376   | 38.50%   | 1,851     | 51.79%      | 169     | 4.73%     | 1   | 0.03% | 177    | 4.95%   | 3,574   |
| Balleza                  | 3,444   | 49.48%   | 1,940     | 27.87%      | 822     | 11.81%    | 1   | 0.01% | 754    | 10.83%  | 6,961   |
| Batopilas                | 1,561   | 32.08%   | 2,630     | 54.05%      | 77      | 1.58%     | 4   | 0.08% | 594    | 12.21%  | 4,866   |
| Bocoyna                  | 4,776   | 36.45%   | 4,896     | 37.36%      | 2,669   | 20.37%    | 6   | 0.05% | 757    | 5.78%   | 13,104  |
| Buenaventura             | 4,163   | 40.85%   | 5,116     | 50.21%      | 520     | 5.10%     | 4   | 0.04% | 387    | 3.80%   | 10,190  |
| Camargo                  | 12,608  | 51.48%   | 7,669     | 31.31%      | 3,606   | 14.72%    | 12  | 0.05% | 596    | 2.43%   | 24,491  |
| Carichí                  | 2,070   | 40.67%   | 2,553     | 50.16%      | 106     | 2.08%     | 8   | 0.16% | 353    | 6.94%   | 5,090   |
| Casas Grandes            | 2,154   | 33.48%   | 3,379     | 52.53%      | 631     | 9.81%     | 7   | 0.11% | 262    | 4.07%   | 6,433   |
| Coronado                 | 855     | 53.20%   | 451       | 28.06%      | 246     | 15.31%    | 0   | 0.00% | 55     | 3.42%   | 1,607   |
| Coyame del Sotol         | 863     | 54.52%   | 656       | 41.44%      | 33      | 2.08%     | 0   | 0.00% | 31     | 1.96%   | 1,583   |
| La Cruz                  | 1,387   | 57.77%   | 437       | 18.20%      | 500     | 20.82%    | 5   | 0.21% | 72     | 3.00%   | 2,401   |
| Cuauhtémoc               | 29,589  | 42.15%   | 31,805    | 45.30%      | 6,534   | 9.31%     | 72  | 0.10% | 2,203  | 3.14%   | 70,203  |
| Cusihuiriachi            | 1,587   | 52.81%   | 1,030     | 34.28%      | 208     | 6.92%     | 1   | 0.03% | 179    | 5.96%   | 3,005   |
| Chihuahua                | 215,656 | 49.08%   | 178,428   | 40.61%      | 36,977  | 8.42%     | 903 | 0.21% | 7,438  | 1.69%   | 439,402 |
| Chínipas                 | 940     | 25.26%   | 2,525     | 67.86%      | 113     | 3.04%     | 6   | 0.16% | 137    | 3.68%   | 3,721   |
| Delicias                 | 28,048  | 40.93%   | 33,604    | 49.04%      | 5,595   | 8.16%     | 57  | 0.08% | 1,221  | 1.78%   | 68,525  |
| Dr. Belisario Domínguez  | 557     | 30.64%   | 1,002     | 55.12%      | 176     | 9.68%     | 0   | 0.00% | 83     | 4.57%   | 1,818   |
| Galeana                  | 1,238   | 43.85%   | 846       | 29.97%      | 632     | 22.39%    | 0   | 0.00% | 107    | 3.79%   | 2,823   |
| Santa Isabel             | 1,702   | 61.63%   | 619       | 22.31%      | 347     | 12.50%    | 4   | 0.14% | 103    | 3.71%   | 2,775   |
| Gómez Farías             | 1,145   | 33.65%   | 1,865     | 54.80%      | 208     | 6.11%     | 1   | 0.03% | 184    | 5.41%   | 3,403   |
| Gran Morelos             | 750     | 36.34%   | 578       | 28.00%      | 621     | 30.09%    | 0   | 0.00% | 115    | 5.57%   | 2,064   |
| Guachochi                | 8,779   | 41.97%   | 9,125     | 43.63%      | 1,414   | 6.76%     | 9   | 0.04% | 1,588  | 7.59%   | 20,915  |
| Guadalupe                | 734     | 23.38%   | 1,974     | 62.89%      | 249     | 7.93%     | 5   | 0.16% | 177    | 5.64%   | 3,139   |
| Guadalupe y Calvo        | 5,082   | 37.44%   | 7,350     | 54.15%      | 398     | 2.93%     | 13  | 0.10% | 731    | 5.39%   | 13,574  |
| Guazapares               | 731     | 17.21%   | 2,795     | 65.80%      | 468     | 11.02%    | 1   | 0.02% | 253    | 5.96%   | 4,248   |
| Guerrero                 | 6,360   | 39.63%   | 8,011     | 49.91%      | 999     | 6.22%     | 13  | 0.08% | 667    | 4.16%   | 16,050  |
| Hidalgo del Parral       | 20,879  | 38.61%   | 21,466    | 39.69%      | 10,306  | 19.06%    | 25  | 0.05% | 1,405  | 2.60%   | 54,081  |
| Huejotitán               | 222     | 18.75%   | 800       | 67.57%      | 136     | 11.49%    | 1   | 0.08% | 25     | 2.11%   | 1,184   |
| Ignacio Zaragoza         | 391     | 12.36%   | 1,934     | 61.14%      | 680     | 21.50%    | 0   | 0.00% | 158    | 5.00%   | 3,163   |
| Janos                    | 1,753   | 37.61%   | 2,212     | 47.46%      | 533     | 11.44%    | 8   | 0.17% | 155    | 3.33%   | 4,661   |
| Jiménez                  | 5,974   | 32.83%   | 9,637     | 52.97%      | 2,123   | 11.67%    | 13  | 0.07% | 448    | 2.46%   | 18,195  |
| Juárez                   | 110,350 | 18.09%   | 429,006   | 70.32%      | 58,388  | 9.57%     | 893 | 0.15% | 11,470 | 1.88%   | 610,107 |
| Julimes                  | 1,485   | 51.14%   | 819       | 28.20%      | 511     | 17.60%    | 1   | 0.03% | 88     | 3.03%   | 2,904   |
| López                    | 904     | 32.75%   | 1,249     | 45.25%      | 520     | 18.84%    | 0   | 0.00% | 87     | 3.15%   | 2,760   |
| Madera                   | 3,835   | 32.74%   | 6,268     | 53.51%      | 1,084   | 9.25%     | 10  | 0.09% | 517    | 4.41%   | 11,714  |
| Maguarichi               | 352     | 40.74%   | 455       | 52.66%      | 14      | 1.62%     | 0   | 0.00% | 43     | 4.98%   | 864     |
| Manuel Benavides         | 246     | 15.44%   | 857       | 53.80%      | 428     | 26.87%    | 0   | 0.00% | 62     | 3.89%   | 1,593   |
| Matachí                  | 637     | 38.01%   | 811       | 48.39%      | 164     | 9.79%     | 0   | 0.00% | 64     | 3.82%   | 1,676   |
| Matamoros                | 1,407   | 51.15%   | 1,076     | 39.11%      | 190     | 6.91%     | 0   | 0.00% | 78     | 2.84%   | 2,751   |
| Meoqui                   | 8,984   | 46.14%   | 8,161     | 41.92%      | 1,843   | 9.47%     | 29  | 0.15% | 453    | 2.33%   | 19,470  |
| Morelos                  | 554     | 18.99%   | 2,145     | 73.51%      | 54      | 1.85%     | 0   | 0.00% | 165    | 5.65%   | 2,918   |
| Moris                    | 432     | 23.49%   | 1,257     | 68.35%      | 74      | 4.02%     | 0   | 0.00% | 76     | 4.13%   | 1,839   |
| Namiquipa                | 4,258   | 43.20%   | 4,298     | 43.60%      | 932     | 9.46%     | 6   | 0.06% | 363    | 3.68%   | 9,857   |
| Nonoava                  | 873     | 39.24%   | 1,150     | 51.69%      | 109     | 4.90%     | 3   | 0.13% | 90     | 4.04%   | 2,225   |
| Nuevo Casas Grandes      | 7,744   | 27.32%   | 15,885    | 56.05%      | 3,912   | 13.80%    | 19  | 0.07% | 783    | 2.76%   | 28,343  |
| Ocampo                   | 778     | 29.46%   | 1,612     | 61.04%      | 147     | 5.57%     | 1   | 0.04% | 103    | 3.90%   | 2,641   |
| Ojinaga                  | 7,686   | 55.36%   | 5,204     | 37.48%      | 619     | 4.46%     | 15  | 0.11% | 360    | 2.59%   | 13,884  |
| Praxedis G. Guerrero     | 1,160   | 33.83%   | 1,958     | 57.10%      | 189     | 5.51%     | 4   | 0.12% | 118    | 3.44%   | 3,429   |
| Riva Palacio             | 2,588   | 73.75%   | 754       | 21.49%      | 103     | 2.94%     | 2   | 0.06% | 62     | 1.77%   | 3,509   |
| Rosales                  | 3,443   | 40.20%   | 4,111     | 48.00%      | 756     | 8.83%     | 4   | 0.05% | 250    | 2.92%   | 8,564   |
| Rosario                  | 590     | 44.16%   | 623       | 46.63%      | 76      | 5.69%     | 0   | 0.00% | 47     | 3.52%   | 1,336   |
| San Francisco de Borja   | 707     | 43.03%   | 490       | 29.82%      | 381     | 23.19%    | 2   | 0.12% | 63     | 3.83%   | 1,643   |
| San Francisco de Conchos | 854     | 46.29%   | 761       | 41.25%      | 173     | 9.38%     | 1   | 0.05% | 56     | 3.04%   | 1,845   |
| San Francisco del Oro    | 636     | 22.05%   | 1,766     | 61.21%      | 402     | 13.93%    | 0   | 0.00% | 81     | 2.81%   | 2,885   |
| Santa Bárbara            | 2,106   | 35.40%   | 2,523     | 42.41%      | 1,135   | 19.08%    | 5   | 0.08% | 180    | 3.03%   | 5,949   |
| Satevó                   | 1,335   | 52.93%   | 989       | 39.21%      | 117     | 4.64%     | 4   | 0.16% | 77     | 3.05%   | 2,522   |
| Saucillo                 | 5,680   | 41.25%   | 6,550     | 47.57%      | 1,232   | 8.95%     | 4   | 0.03% | 303    | 2.20%   | 13,769  |
| Temósachic               | 850     | 27.03%   | 2,047     | 65.09%      | 134     | 4.26%     | 0   | 0.00% | 114    | 3.62%   | 3,145   |
| El Tule                  | 745     | 40.12%   | 1,019     | 54.87%      | 63      | 3.39%     | 0   | 0.00% | 30     | 1.62%   | 1,857   |
| Urique                   | 3,074   | 35.34%   | 5,038     | 57.92%      | 179     | 2.06%     | 11  | 0.13% | 396    | 4.55%   | 8,698   |
| Uruachi                  | 1,153   | 34.88%   | 1,903     | 57.56%      | 60      | 1.81%     | 3   | 0.09% | 187    | 5.66%   | 3,306   |
| Valle de Zaragoza        | 819     | 33.73%   | 945       | 38.92%      | 522     | 21.50%    | 0   | 0.00% | 142    | 5.85%   | 2,428   |

### Senadores por Chihuahua

#### Senadores electos
| Candidato                    | Partido | Tipo de elección            |
| ---------------------------- | ------- | --------------------------- |
| Andrea Chávez Treviño        |         | Primera fórmula             |
| Juan Carlos Loera de la Rosa |         | Segunda fórmula             |
| Mario Vázquez Robles         |         | Primera minoría             |
| Javier Corral Jurado         |         | Representación proporcional |

#### Resultados

Resultados por municipio en la elección a senador por Chihuahua:
Fuerza y Corazón por México
Sigamos Haciendo Historia

Distribución de los distritos federales de Chihuahua por partido político:
Fuerza y Corazón por México
Sigamos Haciendo Historia

|  | 36.51 % |

|  | 52.75 % |

|  | 7.82 % |

|  | 0.06 % |

|  | 97.14 % |

|  | 2.86 % |

|  | 52.84 % |

|  | 47.16 % |

### Diputados federales por Chihuahua

#### Diputados electos
| Candidato                            | Partido | Distrito   | Tipo de elección            |
| ------------------------------------ | ------- | ---------- | --------------------------- |
| Daniel Murguía Lardizábal            |         | Distrito 1 | Mayoría relativa            |
| Maité Vargas Meraz                   |         | Distrito 2 | Mayoría relativa            |
| Lilia Aguilar Gil                    |         | Distrito 3 | Mayoría relativa            |
| Alejandro Pérez Cuéllar              |         | Distrito 4 | Mayoría relativa            |
| Juan Antonio Meléndez Ortega         |         | Distrito 5 | Mayoría relativa            |
| María Angélica Granados Trespalacios |         | Distrito 6 | Mayoría relativa            |
| Jesús Roberto Corral Ordóñez         |         | Distrito 7 | Mayoría relativa            |
| Alejandro Domínguez Domínguez        |         | Distrito 8 | Mayoría relativa            |
| Noel Chávez Velázquez                |         | Distrito 9 | Mayoría relativa            |
| Rocío González Alonso                |         | N/A        | Representación proporcional |
| Graciela Ortiz González              |         | N/A        | Representación proporcional |
| Greycy María Durán Alarcón           |         | N/A        | Representación proporcional |
| Alfredo Lozoya Santillán             |         | N/A        | Representación proporcional |
| Armando Cabada Alvídrez              |         | N/A        | Representación proporcional |

#### Resultados
|  | 25.13 % |

|  | 10.59 % |

|  | 1.82 % |

|  | 4.36 % |

|  | 5.11 % |

|  | 8.53 % |

|  | 41.51 % |

|  | 2.95 % |

|  | 100 % |

##### Distrito 1: Ciudad Juárez
|  | 14.01 % |

|  | 74.03 % |

|  | 9.68 % |

|  | 0.06 % |

|  | 97.78 % |

|  | 2.22 % |

|  | 50.25 % |

|  | 49.75 % |

##### Distrito 2: Ciudad Juárez
|  | 10.41 % |

|  | 80.47 % |

|  | 6.70 % |

|  | 0.07 % |

|  | 97.66 % |

|  | 2.34 % |

|  | 43.14 % |

|  | 56.86 % |

##### Distrito 3: Ciudad Juárez
|  | 14.86 % |

|  | 74.79 % |

|  | 7.11 % |

|  | 0.10 % |

|  | 96.86 % |

|  | 3.14 % |

|  | 46.74 % |

|  | 53.26 % |

##### Distrito 4: Ciudad Juárez
|  | 37.71 % |

|  | 52.11 % |

|  | 8.03 % |

|  | 0.11 % |

|  | 97.96 % |

|  | 2.04 % |

|  | 54.42 % |

|  | 45.58 % |

##### Distrito 5: Delicias
|  | 50.94 % |

|  | 37.72 % |

|  | 8.61 % |

|  | 0.04 % |

|  | 97.31 % |

|  | 2.69 % |

|  | 54.04 % |

|  | 45.98 % |

##### Distrito 6: Chihuahua
|  | 58.14 % |

|  | 33.54 % |

|  | 6.59 % |

|  | 0.06 % |

|  | 98.33 % |

|  | 1.67 % |

|  | 60.62 % |

|  | 39.38 % |

##### Distrito 7: Cuauhtémoc
|  | 40.66 % |

|  | 43.66 % |

|  | 11.43 % |

|  | 0.04 % |

|  | 95.78 % |

|  | 4.22 % |

|  | 49.84 % |

|  | 50.16 % |

##### Distrito 8: Chihuahua
|  | 46.93 % |

|  | 44.18 % |

|  | 6.59 % |

|  | 0.07 % |

|  | 97.76 % |

|  | 2.24 % |

|  | 55.22 % |

|  | 44.78 % |

##### Distrito 9: Hidalgo del Parral
|  | 41.42 % |

|  | 40.70 % |

|  | 12.38 % |

|  | 0.05 % |

|  | 94.55 % |

|  | 5.45 % |

|  | 57.64 % |

|  | 42.36 % |